# ألكسيس جان فورنير
ألكسيس جان فورنير (بالإنجليزية: Alexis Jean Fournier)‏ هو رسام أمريكي، ولد في 4 يوليو 1865، وتوفي في 20 يناير 1948.